# Palicourea costata
Palicourea costata är en måreväxtart som beskrevs av Carl Sigismund Kunth. Palicourea costata ingår i släktet Palicourea och familjen måreväxter.
Artens utbredningsområde är Venezuela. Inga underarter finns listade i Catalogue of Life.